# Îlet Chevalier
L'îlet Chevalier est une petite île inhabitée de la presqu'île de Sainte-Anne en Martinique. Elle appartient administrativement à Sainte-Anne.

## Géographie
Situé sur la côte est de la presqu'île de Sainte-Anne, face à l'Atlantique, à 500 m du cap Chevalier et près de l'îlet Rat, l'îlet est protégé par une barrière de corail. Il est aisément accessible du rivage en quelques minutes de bateau.
Un sentier pédestre en fait le tour ; il permet de découvrir sa végétation xérophile, composée d’arbustes et de cactus.

## Histoire
Ancien petit volcan au relief rocheux de type strombolien, parfois nommé îlet lézards, c'est l'îlet le plus important des îlets du Sud Atlantique. Avec la baie des Anglais (mangrove et herbiers), il fait partie du projet d'extension de la réserve naturelle des îlets de Sainte-Anne .

## Galerie

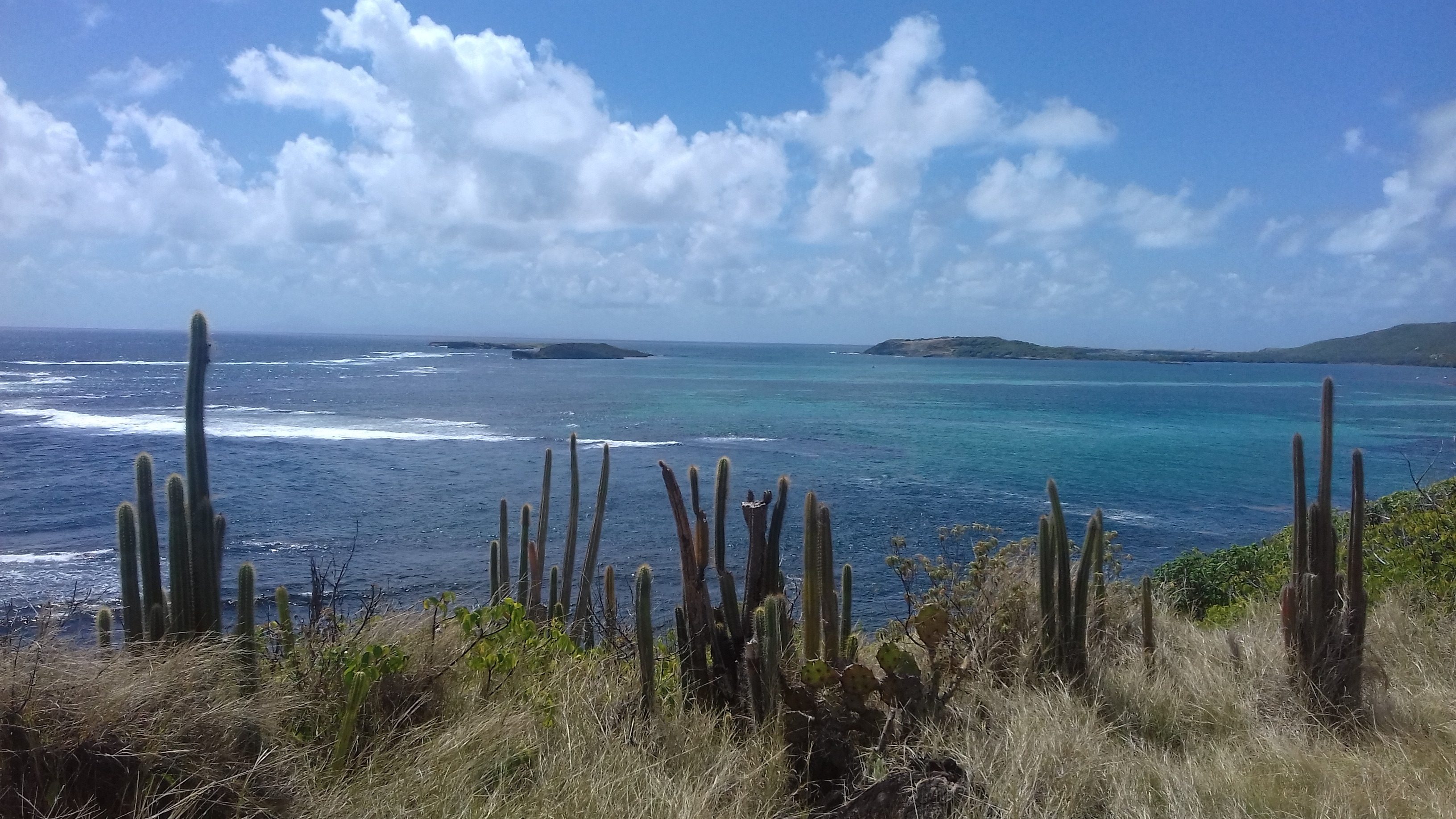
Vue au sud sur l'entrée de la baie des Anglais  et les îlets de Sainte-Anne
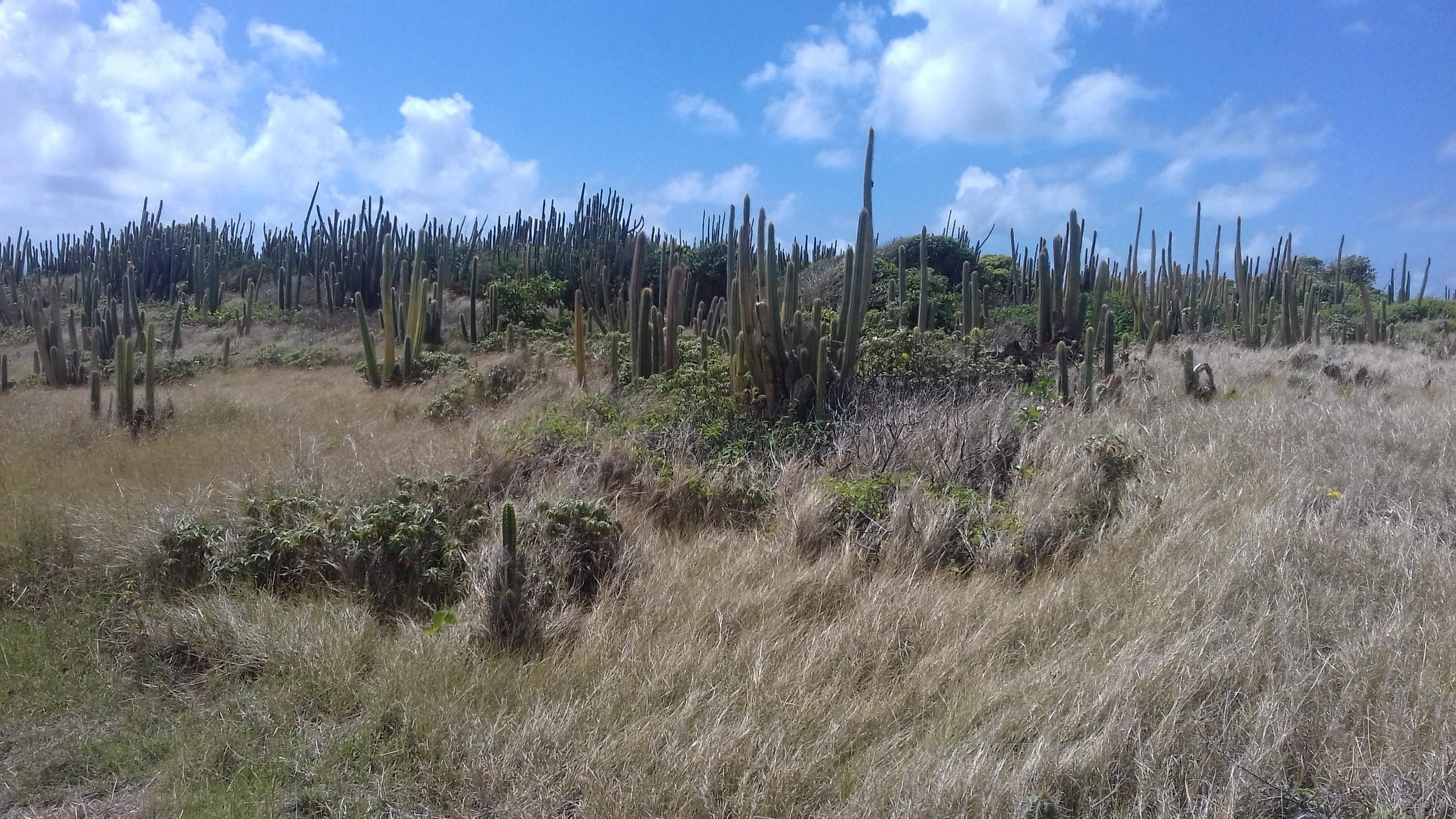
Forêt de cactus